# Fuerza Aérea de los Estados Unidos
La Fuerza Aérea de los Estados Unidos (USAF; oficialmente y en inglés: United States Air Force) es la rama de las Fuerzas Armadas de los Estados Unidos que se encarga de la guerra aérea. Siendo inicialmente parte del Ejército de los Estados Unidos, la actual USAF se formó como una rama independiente el 18 de septiembre de 1947 bajo el Acta de Seguridad Nacional de 1947. Es la segunda rama de creación más reciente en las Fuerzas Armadas de Estados Unidos, así como la fuerza aérea más sofisticada del mundo. La USAF articula sus funciones básicas en su Declaración de postura de 2010 como: operaciones de disuasión nuclear, operaciones especiales, superioridad aérea, inteligencia, vigilancia y reconocimiento global, superioridad en el espacio, mando y control, superioridad en el ciberespacio, rescate de personal, ataque de precisión global, asesoría y colaboración militar, movilidad aérea global y apoyo al combate.
En 2009, la Fuerza Aérea de los Estados Unidos tiene en servicio 5 573 aeronaves tripuladas (3 990 en las unidades de servicio activo de la USAF, 1 213 en la Guardia Aérea Nacional, y 370 en la Reserva de la Fuerza Aérea); aproximadamente 180 aviones de combate no tripulados, 2130 misiles de crucero de lanzamiento aéreo, y 450 misiles balísticos intercontinentales. La USAF dispone de un personal de 330 159 militares en servicio activo, 68 872 en las reservas seleccionadas e individualmente preparadas, y 94 753 en la Guardia Aérea Nacional en septiembre de 2008. Adicionalmente, emplea un total de 151 360 trabajadores civiles, y cuenta con más de 60 000 miembros auxiliares en la Patrulla Aérea Civil, lo que la convierte en la mayor fuerza aérea del mundo.

## Misión
1. De acuerdo al Acta de Seguridad Nacional de 1947, (61 Stat. 502) que creaba la Fuerza Aérea:

En general, la Fuerza Aérea de Estados Unidos incluirá fuerzas de aviación tanto de combate como de servicio sin asignación específica. Se organizará, entrenará, y equipará primariamente para operaciones aéreas ofensivas y defensivas prontas y sustantivas. La Fuerza Aérea será responsable de la preparación de las fuerzas aéreas necesarias para la prosecución efectiva de guerra, excepto cuando haya otras asignaciones y, de acuerdo con los planes integrados de movilización, con la expansión de los componentes en tiempo de paz de la Fuerza Aérea para alcanzar las necesidades de la guerra.

## Cronología
- 1941-45 Segunda Guerra Mundial como las Fuerzas Aéreas del Ejército de los Estados Unidos (United States Army Air Force (USAAF)).
- 1947-91 Mantiene el equilibrio del terror con bombarderos de las bombas atómicas y misiles balísticos en la Guerra Fría.
- 1948-49 Operación Vittles, el puente aéreo en Berlín Oeste.
- 1950-53 Apoyo aéreo a las fuerzas de tierra de la ONU en la guerra de Corea.
- 1964-73 guerra de Vietnam.
- 1973 Operación Nickel Grass, entrega de armas por puente aéreo a Israel en la guerra de Yom Kipur.
- 1979 Operación Eagle Claw, misión abortada para liberar los rehenes estadounidenses en Irán.
- 1986 Operación El Dorado Canyon, bombardeo en Libia.
- 1990-91 Operación Escudo del desierto, protección a Arabia Saudí contra Irak.
- 1991 Operación Tormenta del desierto contra Irak.
- 1991-96 Operación Provide Comfort, mantenimiento de la zona de exclusión aérea al norte del paralelo 36° de latitud norte en Irak.
- 1991-2003 Operación Southern Watch, mantenimiento de la zona de exclusión aérea al sur del paralelo 33° de latitud norte en Irak.
- 1993-95 Operación Deny Flight, mantenimiento de la zona de exclusión aérea en Bosnia y Hercegovina.
- 1995 Operación Fuerza Deliberada, bombardeos en Bosnia y Herzegovina.
- 1996 Operación Desert Strike, bombardeos en Irak.
- 1997-2003 Operation Northern Watch, mantenida de la zona de exclusión aérea al norte de la 36° de latitud norte en Irak.
- 1998 Operation Desert Fox, bombardeos en Irak.
- 1999 Bombardeo de la OTAN sobre Yugoslavia, bombardeos en Serbia, en la guerra de Kosovo.
- 2001 Operación Libertad Duradera, bombardeos en Afganistán.
- 2003-04 Operación Iraqi Freedom, invasión de Irak.
- 2011 Operación Amanecer de la Odisea, establecimiento de una zona de exclusión aérea sobre el territorio libio y freno del ataque a civiles y rebeldes libios por parte de las fuerzas pro-Gadafi.
- 2014 Guerra contra Estado Islámico

## Organización
- Cuartel General de la Fuerza Aérea de Estados Unidos, El Pentágono, Arlington, Virginia
- Comando de Combate Aéreo (ACC), Cuartel General Base Aérea Langley, Virginia.
  -  Centro de Guerra de la Fuerza Aérea de Estados Unidos (USAFWC), Base de la Fuerza Aérea Nellis, Nevada.
  -  1.ª Fuerza Aérea, Cuartel General Base Aérea de Tyndall AFB, Florida.
  -  9.ª Fuerza Aérea, Cuartel General Base Aérea de Shaw AFB, Carolina del Sur.
  -  12.ª Fuerza Aérea, Base de la Fuerza Aérea Davis-Monthan, Arizona.
- Comando de Formación y Educación Aérea (AETC), Cuartel General Base Aérea Randolph, Texas.
  -  2.ª Fuerza Aérea, Cuartel General Base Aérea Keesler AFB, Misisipi.
  -  19.ª Fuerza Aérea, Cuartel General Base Aérea de Randolph, Texas.
  - Servicio de Reclutamiento de la Fuerza Aérea, Cuartel General Base Aérea de Randolph, Texas.
  -  Universidad del Aire, Cuartel General Base Aérea de Maxwell-Gunter, Alabama.
  - Centro Médico Wilford Hall, Cuartel General Base Aérea de Lackland, Texas.
- Comando de Ataque Global de la Fuerza Aérea (AFGSC), Cuartel General Base Aérea Barkslade, Luisiana.
  -  8.ª Fuerza Aérea, Cuartel General Base Aérea de Barksdale, Luisiana.
  -  20.ª Fuerza Aérea, Cuartel General Base Aérea de F. E. Warren AFB, Wyoming.
- Comando de Material de la Fuerza Aérea (AFMC), Cuartel General Base Aérea Wright-Patterson, Ohio.
  - Centro de Sistemas Aeronáuticos, Cuartel General Base Aérea Wright-Patterson AFB, Ohio.
  -  Centro de Prueba en Vuelo de la Fuerza Aérea, Cuartel General Base Aérea Edwards AFB, California.
  - Centro de Soporte Global y Logística de la Fuerza Aérea, Cuartel General Base Aérea Wright-Patterson AFB, Ohio.
  -  Centro de Armas Nucleares de la Fuerza Aérea, Cuartel General Base Aérea Kirtland AFB, Nuevo México.
  -  Laboratorio de Investigación de la Fuerza Aérea, Cuartel General Base Aérea Wright-Patterson AFB, Ohio.
  - Centro de Asistencia de Seguridad de la Fuerza Aérea, Cuartel General Base Aérea Wright-Patterson AFB, Ohio.
  -  Centro de Armamento Aéreo, Cuartel General Base Aérea Eglin AFB, Florida.
  -  Centro Arnold de Desarrollo e Ingeniería, Cuartel General Base Aérea de Arnold AFB, Tennessee.
  - Centro de Sistemas Electrónicos, Cuartel General Base Aérea Hanscom AFB, Massachusetts.
- Comando de Reserva de la Fuerza Aérea (AFRC), Cuartel General Base Aérea Robins AFB, Georgia.
  -  4.ª Fuerza Aérea, Cuartel General Base Aérea de Reserva de March, California.
  -  10.ª Fuerza Aérea, Cuartel General Estación Aérea/Base Aérea de Reserva de Fort Worth, Texas.
  -  22.ª Fuerza Aérea, Cuartel General Base Aérea de Reserva Dobbins, Georgia.
  - Centro de Personal de la Reserva Aérea, Cuartel General en Denver, Colorado.
- Comando Espacial de la Fuerza Aérea, Cuartel General Base Aérea Peterson, Colorado.
  -  14.ª Fuerza Aérea, Cuartel General Base Aérea Vandenberg, en California.
  -  24.ª Fuerza Aérea, Cuartel General Base Aérea Lackland, Texas.
  -  Centro Espacial de Sistemas y Misiles, Cuartel General Base Aérea de Los Ángeles, California.
  -  Centro de Innovación y Desarrollo Espacial, Cuartel General Base Aérea Schriever AFB, en Colorado.
- Comando de Operaciones Especiales de la Fuerza Aérea (AFSOC), Cuartel General Base Aérea Hulburt, Florida.
  -  23.ª Fuerza Aérea, Cuartel General Base Aérea Hurlburt, Florida.
  - Centro de Entrenamiento de Operaciones Especiales de la Fuerza Aérea de Estados Unidos, Cuartel General Base Aérea Hulburt, Florida.
- Comando de Movilidad Aérea (AMC), Cuartel General Base Aérea Scott, Illinois.
  -  18.ª Fuerza Aérea, Cuartel General Base Aérea Scott, Illinois.
  -  Centro Expedicionario de la Fuerza Aérea de Estados Unidos, Cuartel General Fuerte Dix, Nueva Jersey.
- Fuerzas Aéreas de Estados Unidos en Europa (USAFE), Base Aérea de Ramstein, Alemania.
  -  3.ª Fuerza Aérea, Cuartel General Base Aérea Ramstein, Alemania.
  -  17.ª Fuerza Aérea, Cuartel General Base Aérea Ramstein, Alemania.
- Fuerzas Aéreas del Pacífico (PACAF), Cuartel General Base Aérea Hickam, Hawái.
  -  5.ª Fuerza Aérea, Cuartel General Base Aérea Yokota, Japón.
  -  7.ª Fuerza Aérea, Cuartel General Base Aérea Osan, Corea del Sur.
  -  11.ª Fuerza Aérea, Cuartel General Base Aérea Elmendorf, Alaska.
  -  13.ª Fuerza Aérea, Cuartel General Base Aérea Hickam, Hawái.

## Aeronaves
La Fuerza Aérea de los Estados Unidos posee más de 5 778 aeronaves en servicio (en el año 2004). Hasta 1962, el ejército y la fuerza aérea mantenían un único sistema de nombramiento de aviones, mientras que la marina de EE. UU. tenía un sistema propio. En 1962, estos se unificaron en un solo sistema que enfatizaba lo mejor de los métodos originales individuales. Las distintas aeronaves de la Fuerza Aérea incluyen:

### A - Ataque a tierra

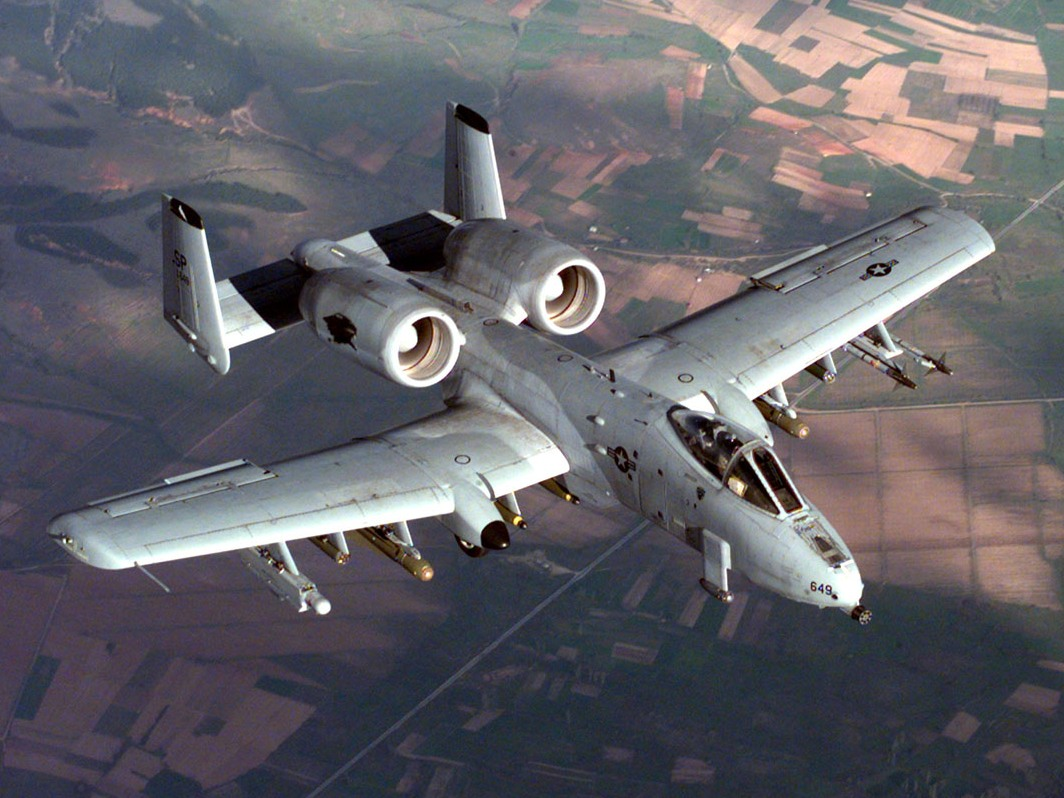
Avión de ataque a tierra Fairchild-Republic A-10 Thunderbolt II.

A de attack, «ataque». Los aviones de ataque a tierra de la USAF están diseñados para atacar objetivos terrestres y a menudo son usados para apoyo aéreo cercano de las tropas terrestres. La proximidad a las fuerzas aliadas requiere los ataques precisos de estos aviones, lo que no es posible con los bombarderos listados a continuación. Su misión es táctica y no estratégica, operando en el frente de batalla en vez de atacar contra objetivos en la retaguardia enemiga.
| Aeronave                                     | Cantidad | Imagen | Misión                                             |
| -------------------------------------------- | -------- | ------ | -------------------------------------------------- |
| Fairchild-Republic A-10 Thunderbolt II       | 279      |        |                                                    |
| Lockheed AC-130 Ghostrider                   | 12       |        | \| Avión de ataque pesado y apoyo aéreo cercano \| |
| AC-130U Spooky II                            | 10       |        | Avión de ataque pesado y apoyo aéreo cercano       |
| AC-130W Stinger II                           | 10       |        | Avión de ataque pesado y apoyo aéreo cercano       |
| Avión de ataque pesado y apoyo aéreo cercano |          |        |                                                    |

### B - Bombarderos

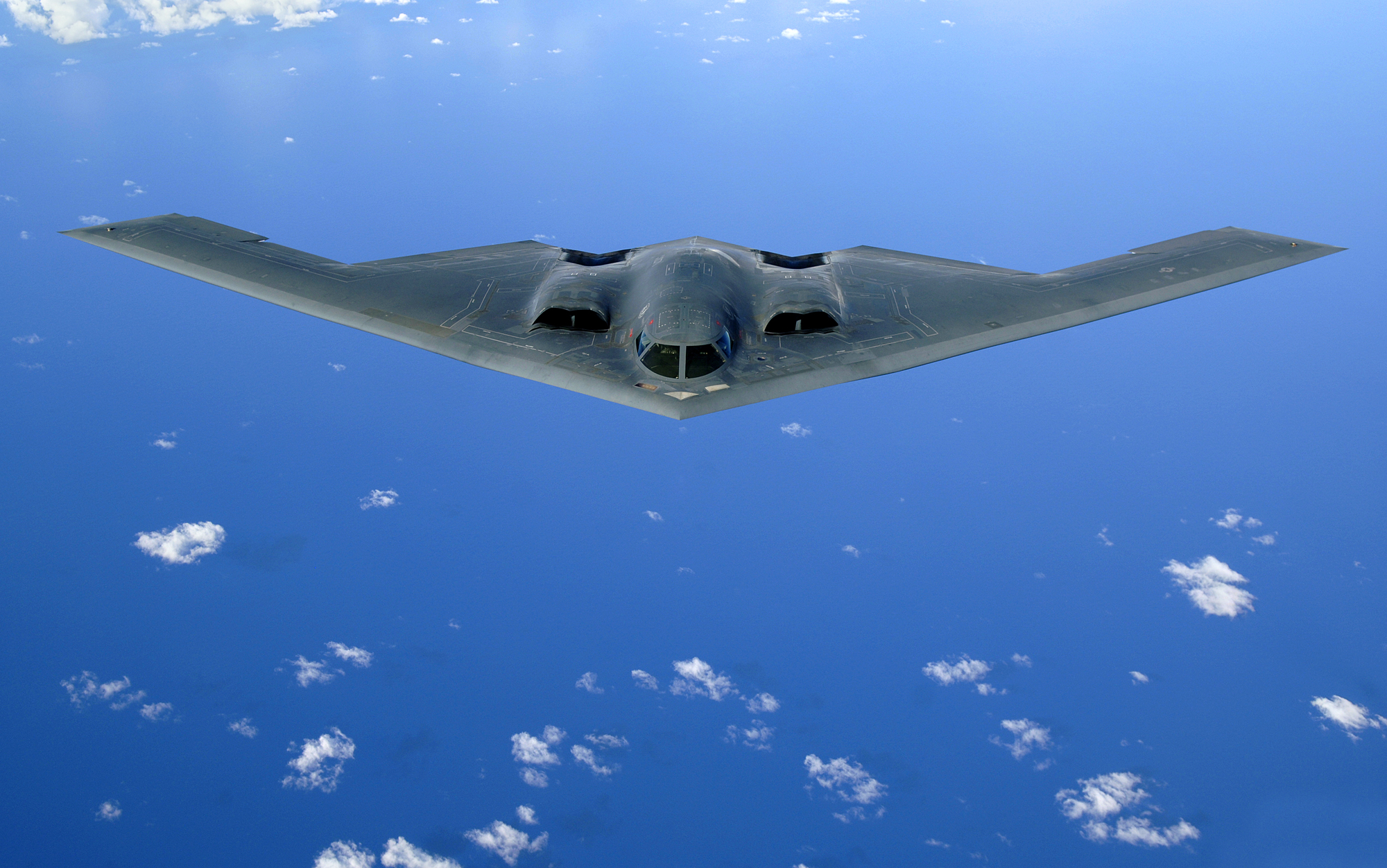
Bombardero estratégico furtivo B-2 Spirit.

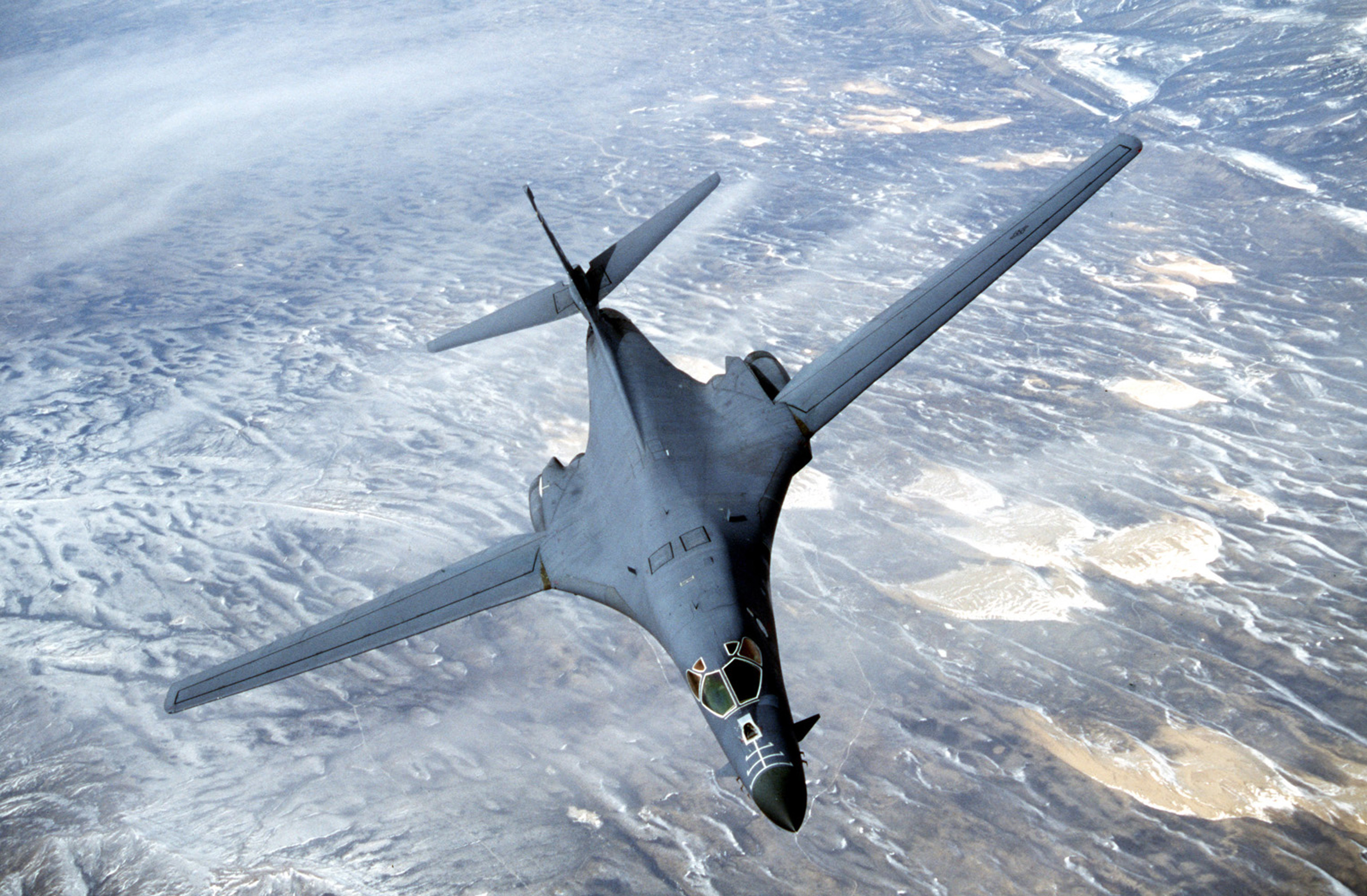
Bombardero estratégico supersónico B-1 Lancer.

B de bomber, «bombardero». En la Fuerza Aérea de los EE. UU., la distinción entre bombarderos, bombarderos de combate y aviones de ataque se ha desvanecido. Muchos aviones de ataque, incluso aquellos de combate, han optimizado su tasa de lanzamiento de bombas, con muy poca capacidad para participar de un combate aéreo. Muchos aviones de combate, tales como el F-16, son utilizados a menudo como «camiones bomba», a pesar de ser diseñados para combate aéreo. Tal vez la única distinción significativa actualmente es en lo referente a su alcance: un bombardero es generalmente una aeronave de largo alcance, capaz de alcanzar blancos dentro de territorio enemigo, mientras que los bombarderos de combate y aviones de ataque se limitan a disuadir en las misiones y alrededor del área de combate. Incluso esa distinción se ve empañada por la disponibilidad de reabastecimiento aéreo, lo que aumenta en gran medida el radio potencial de las operaciones de combate. Los Estados Unidos, Rusia y China son los únicos países que utilizan bombarderos estratégicos.
La mayor parte de la flota de bombarderos estadounidenses está envejeciendo rápidamente. El fuselaje del B-52 Stratofortress sobrepasa los 50 años, y están programados para permanecer en servicio por otros 30 años, lo cual mantendría la estructura del avión en servicio por más de 90 años, un tiempo de servicio sin precedentes para cualquier aeronave. Planes de sucesores de la actual flota de bombarderos estratégicos siguen siendo solo proyectos en papel, tanto la presión política como financiera sugieren que es probable que permanezcan en el papel en un futuro inmediato.
| Aeronave             | Cantidad | Imagen | Tipo                   |
| -------------------- | -------- | ------ | ---------------------- |
| B-52H Stratofortress | 75       |        | Bombardero estratégico |
| B-1B Lancer          | 62       |        | Bombardero estratégico |
| B-2A Spirit          | 20       |        | Bombardero estratégico |

### C - Transporte de carga

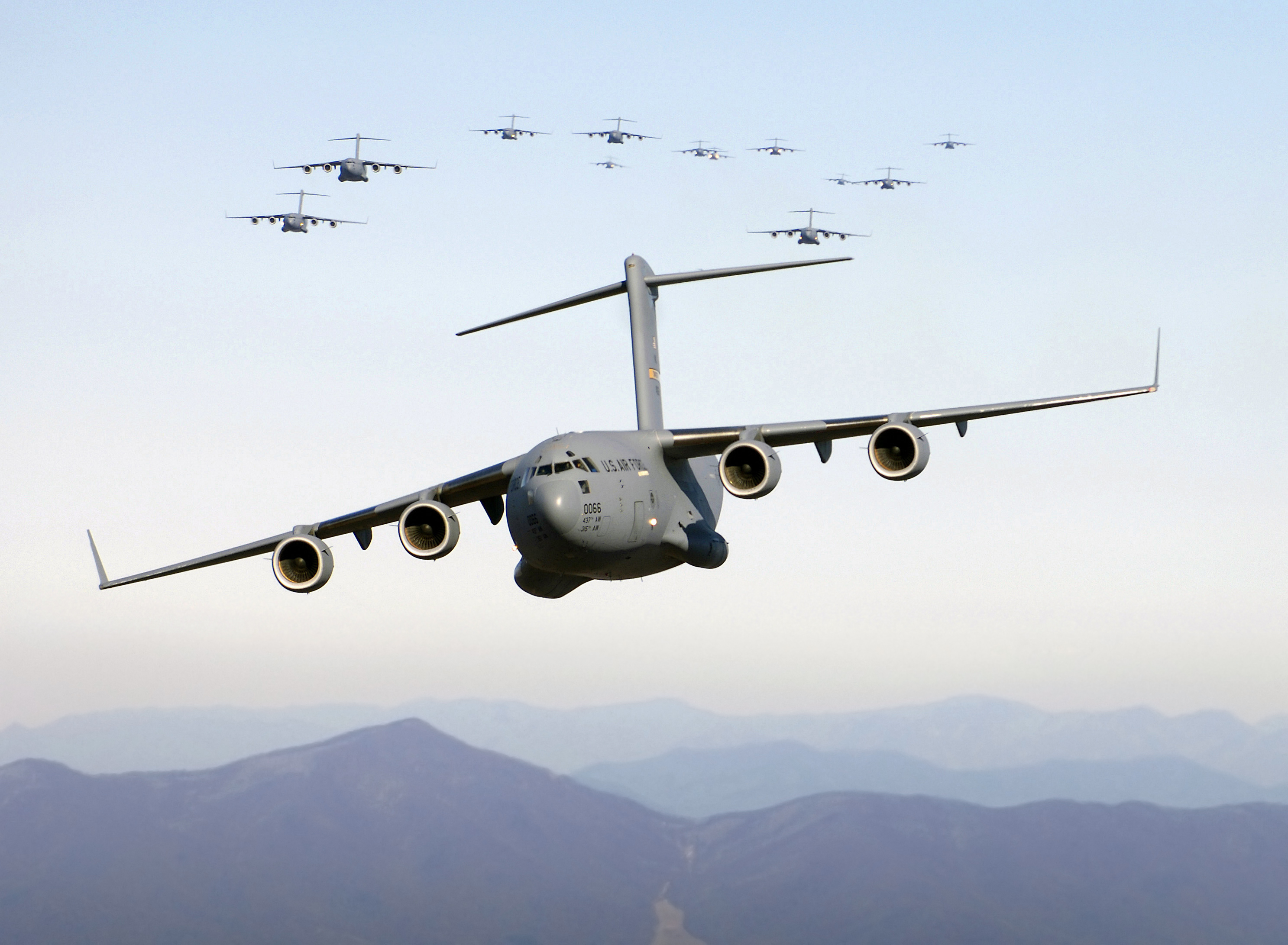
Avión de transporte pesado C-17 Globemaster III.

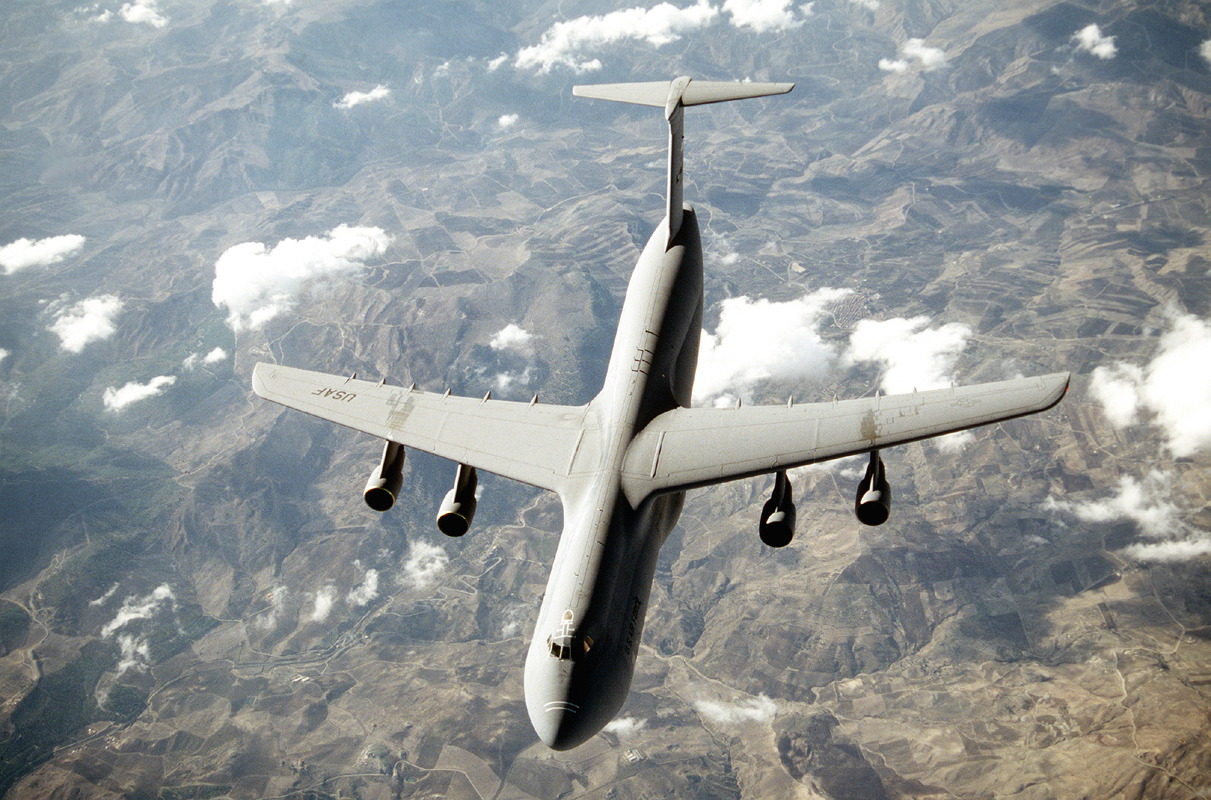
Avión de transporte estratégico C-5 Galaxy.

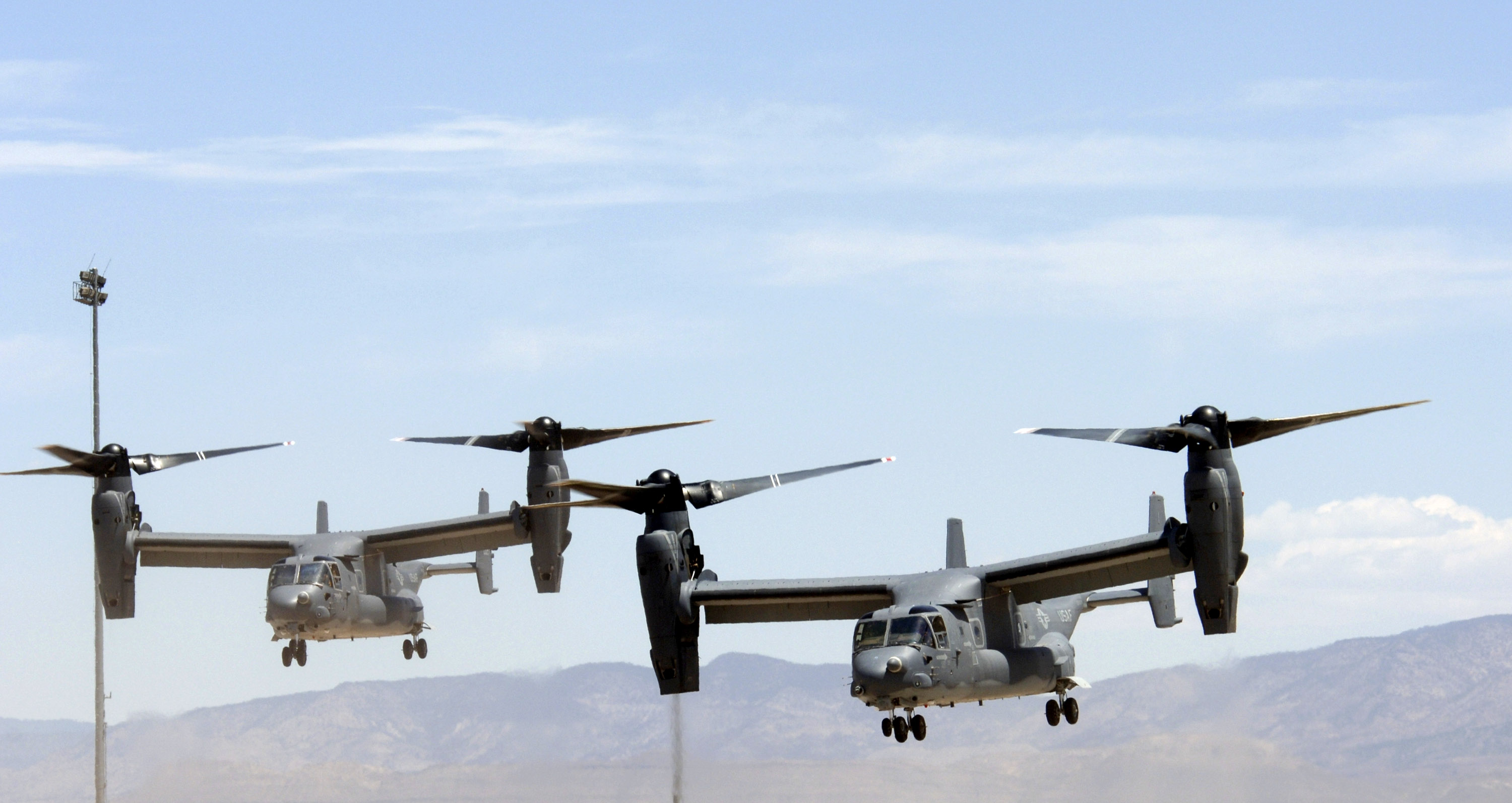
Convertiplano V-22 Osprey.

C de cargo, «carga». La Fuerza Aérea puede proporcionar con rapidez la movilidad mundial, que se encuentra en el corazón de la estrategia de EE. UU. en este entorno —sin la capacidad de proyectar fuerzas, no hay disuasión convencional—. La movilidad aérea es un activo nacional de creciente importancia para responder a las emergencias y la protección de los intereses estadounidenses en todo el mundo.
Aviones de transporte de carga se usan típicamente para proporcionar tropas, armas y demás equipo militar por una variedad de métodos para cualquier área de las operaciones militares en todo el mundo, por lo general fuera de las rutas comerciales de vuelo en espacio aéreo no controlado. La de carga de la USAF Comando Aéreo de movilidad son los C-130 Hércules, C-17 Globemaster III, y C-5 Galaxy. Estos aviones son en gran parte definidos en términos de capacidad de su gama como el transporte aéreo estratégico (C-5), estratégicos y tácticos (C-17), y tácticos (C-130) de transporte aéreo a fin de reflejar las necesidades de las fuerzas terrestres a las que la mayoría de las veces proporcionan apoyo. El CV-22 es utilizado por la Fuerza Aérea de los EE. UU. para el Comando de Operaciones Especiales (USSOCOM). Se lleva a cabo a largo plazo, las misiones de operaciones especiales, y está equipado con tanques de combustible adicionales y de seguimiento de radar de terreno.
- C-5A/B/C/M Galaxy
- C-12C/D/F Huron
- C-17A Globemaster III
- C-20A/B/C Gulfstream III
- C-20G/H Gulfstream IV
- C-21A Learjet
- C-27J Spartan
- C-37A/B Gulfstream V
- C-38A Courier
- C-40B Clipper
- C-41A Aviocar
- C-130E/H Hercules
- C-130J Super Hercules
- CV-22B Osprey
- Boeing CH-47 Chinook
- Sikorsky S-64 Skycrane

### E - Misiones electrónicas especiales

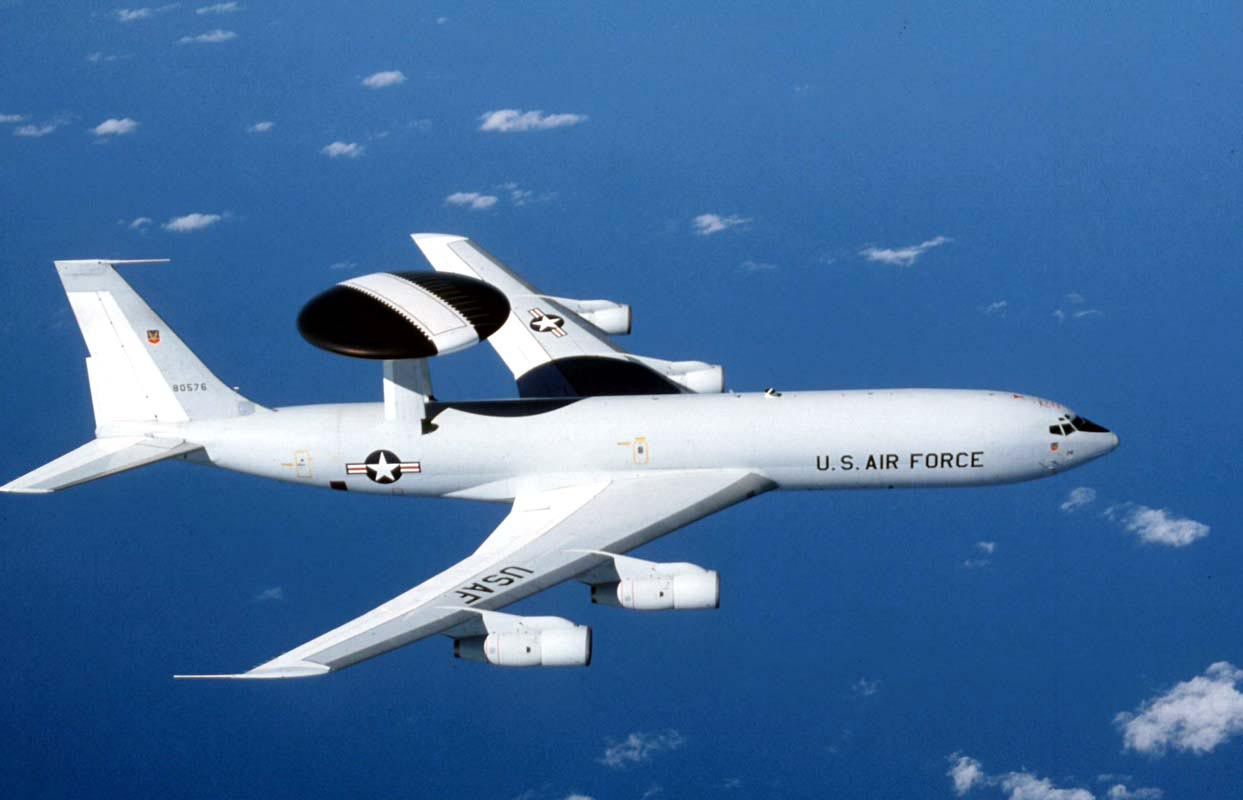
E-3 Sentry alerta temprana y control aerotransportado (AWACS).

E de electronic, «electrónico». El propósito de la guerra electrónica es denegar al enemigo ventaja en el EMS y asegurar el acceso aliado al espectro EM de entorno informativo. La aviación de guerra electrónica es usada para mantener el aire libre de enemigos y enviar información crítica a cualquiera que la necesite. A menudo se les llama «el ojo en el cielo».
- E-3B/C Sentry
- E-4B
- Boeing E-6 Mercury
- E-8C JSTARS
- E-9A
- EC-130H/J Compass Call/Commando Solo

### F - Cazas

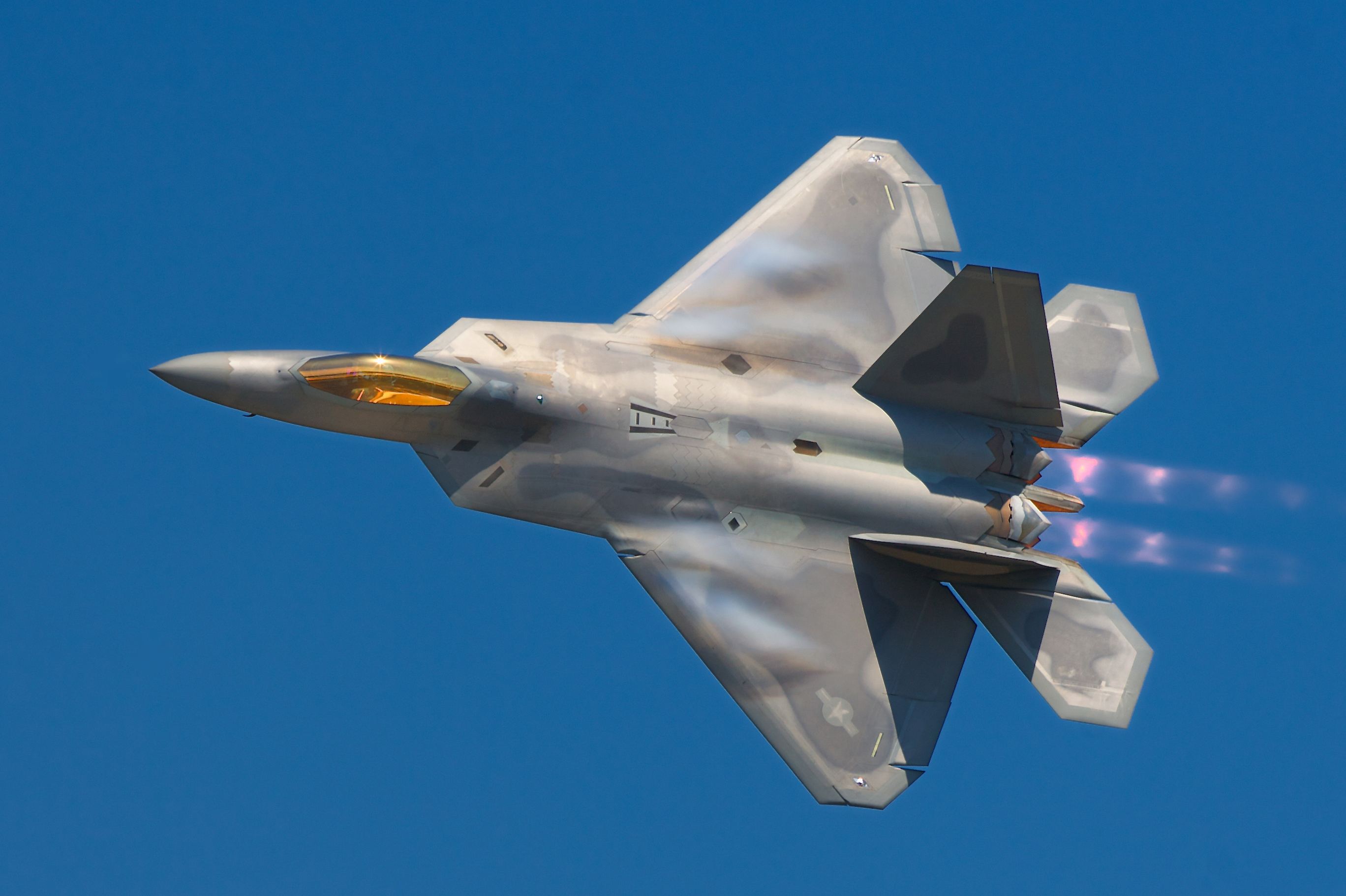
Caza de superioridad aérea furtivo F-22 Raptor.

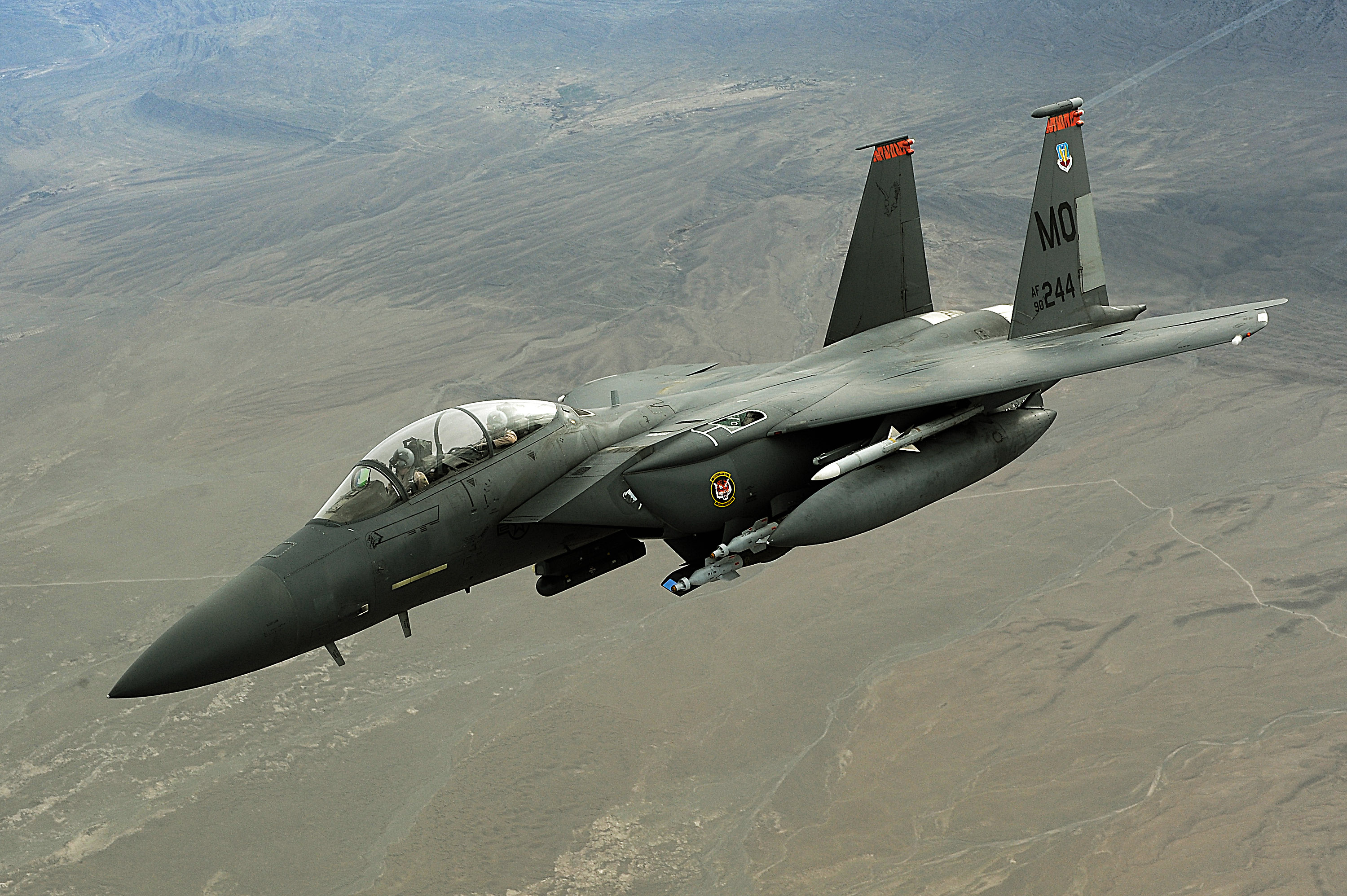
Cazabombardero F-15E Strike Eagle.

F de fighter, «caza». El avión caza de las fuerzas aéreas es pequeño, rápido y muy ágil, lo que le capacita especialmente para el combate aire-aire. Muchos de estos cazas también tienen la capacidad de atacar objetivos en tierra, y a veces tienen el doble papel de caza-bombardero. El término caza es también usado coloquialmente para designar aviones dedicados solo a objetivos en tierra. Otras misiones que realizan son la interceptación de bombarderos y otros cazas, reconocimiento y patrulla. Existen más de 5 778 aviones en servicio: 2 402 cazas y 1 245 variantes del F-16.
| Aeronave                             | Cantidad            | Imagen | Misión                                  |
| ------------------------------------ | ------------------- | ------ | --------------------------------------- |
| Lockheed Martin F-16 Fighting Falcon | 764 F-16C 147 F-16D |        | Caza polivalente                        |
| Lockheed Martin F-22 Raptor          | 186                 |        | Caza                                    |
| Lockheed Martin F-35 Lightning II    | 199                 |        | Caza                                    |
| McDonnell Douglas F-15C/D Eagle      | 243                 |        | Caza                                    |
| F-15E Strike Eagle                   | 218                 |        | \| Cazabombardero y Caza polivalente \| |
| Cazabombardero y Caza polivalente    |                     |        |                                         |

### H - Búsqueda y rescate, evacuación médica
H de help, «ayuda». Estos aparatos son usados para búsqueda y rescate sobre tierra.
- HC-130P/N Hercules
- HH-60G/MH-60G Pave Hawk
- Sikorsky CH-53 Sea Stallion

### K - Cisterna

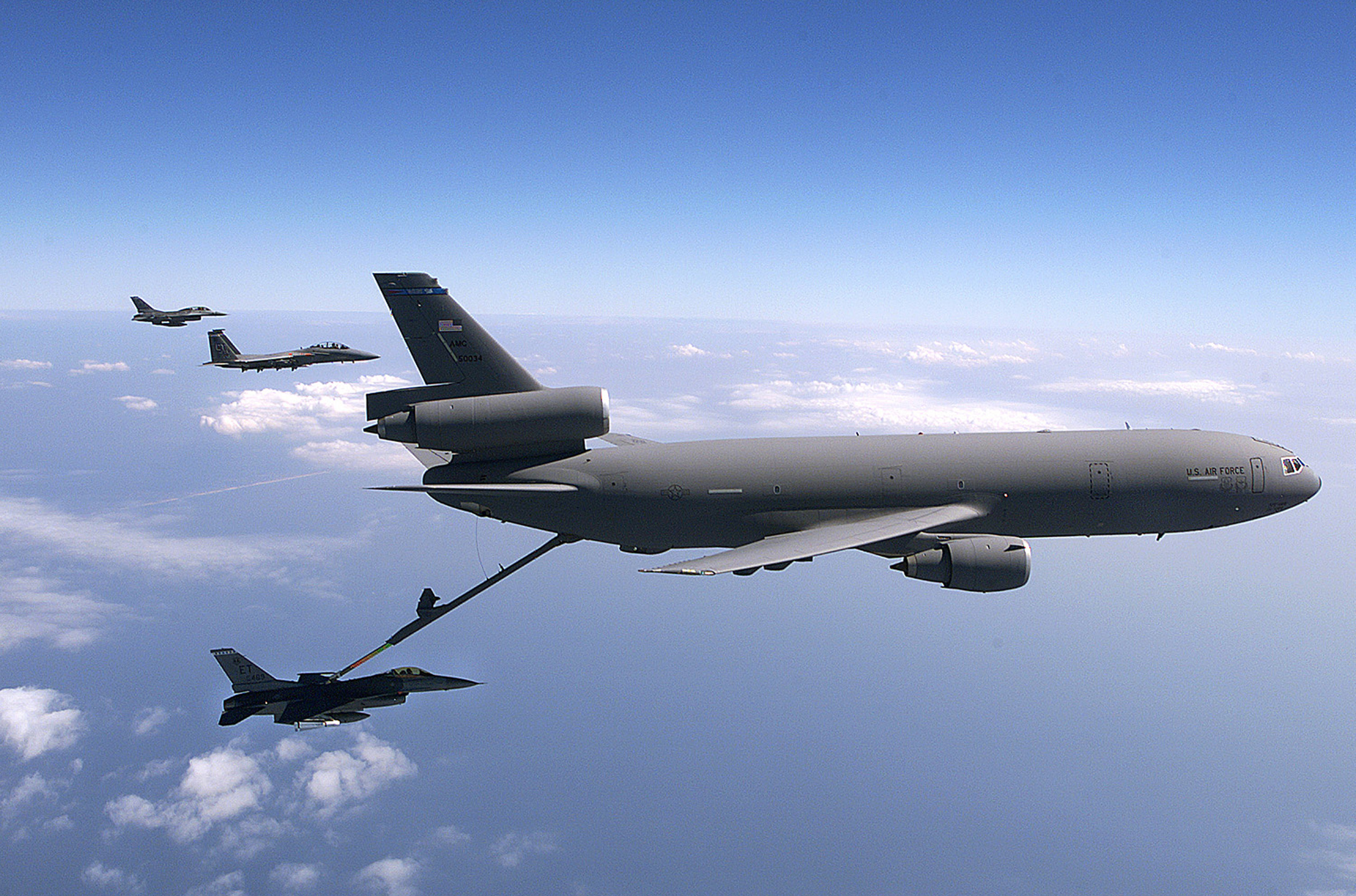
Reabastecimiento en vuelo tri-jet KC-10 Extender.

K de kerosene, «queroseno». Los aviones de repostaje aéreo de la USAF derivan de los jet civiles. Normalmente, los aviones para el repostaje están especialmente diseñados para la tarea, aunque los pods de repostaje pueden unirse a aviones existentes si va a ser utilizado el sistema «sonda y cesta». No hay repostaje civil en vuelo (conocido). En las operaciones a gran escala (e incluso en las operaciones cotidianas) el repostaje aire-aire es ampliamente utilizado; cazas, bombarderos y aviones de carga dependen en gran medida de los pocos conocidos aviones cisterna. Ello hace a este tipo de aviones una parte esencial de la movilidad de la Fuerza Aérea y de la proyección internacional de los EE. UU.
- KC-10A Extender
- KC-135E/R/T Stratotanker

### L - Equipados con láser

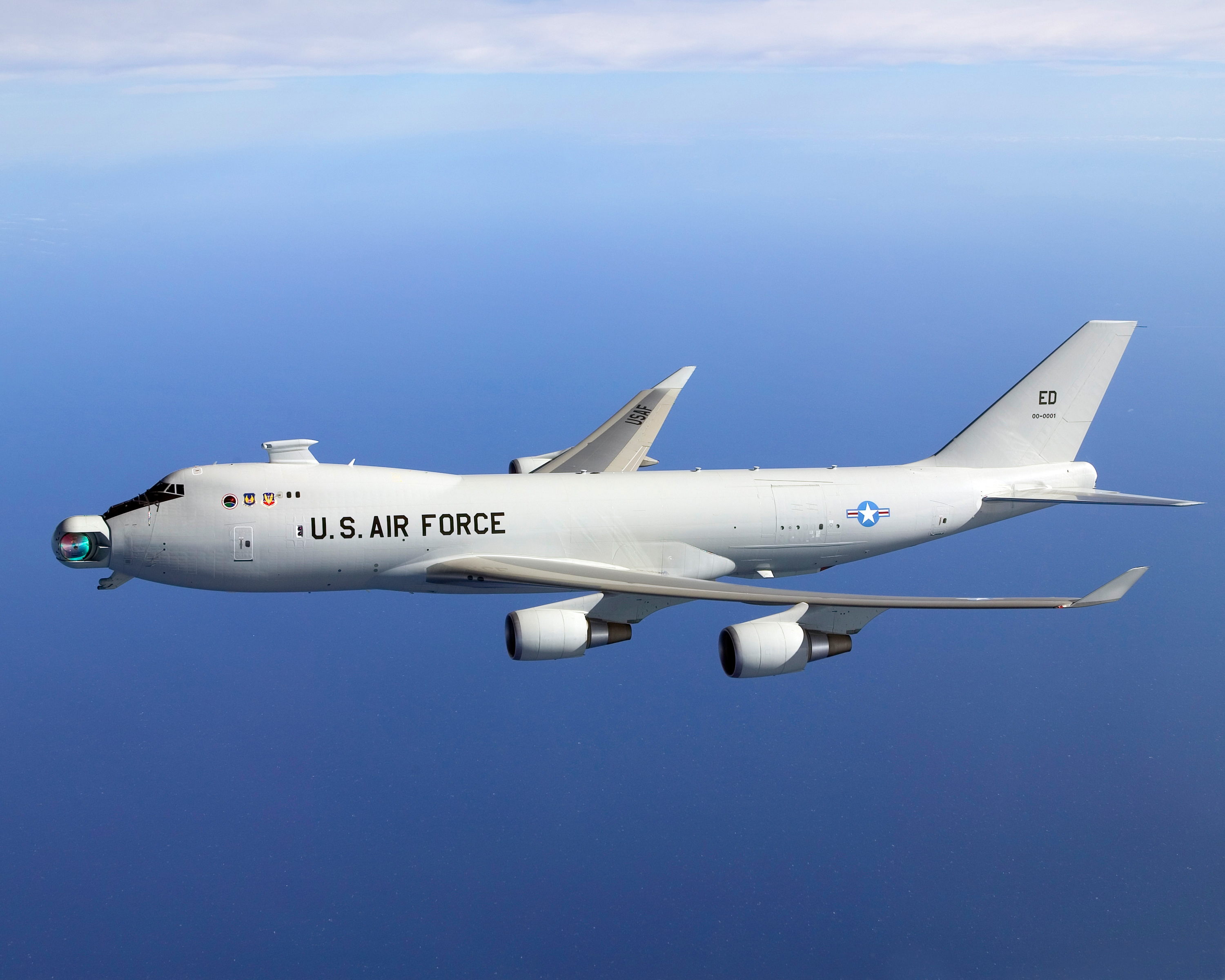
Boeing YAL-1 Airborne Laser.

L de laser, «láser». El Airborne Laser o ABL (en español: Láser aerotransportado) es un sistema de armas que emplea un láser químico de yodo oxigenado (COIL) instalado a bordo de un Boeing 747-400F cuyo fuselaje se ha modificado para la instalación del sistema. Está concebido principalmente para la eliminación de misiles balísticos (TBM), similares a los misiles Scud, mientras están en la fase de propulsión.
- YAL-1

### M - Multi-misión
M de multi-mission, «multimisión». Los aviones especializados multimisión dan soporte a misiones de operaciones especiales en todo el mundo. Estos aviones realizan misiones de infiltración, exfiltración, aprovisionamiento y repostaje para equipos SOF y para huidas cortas o improvisadas.
- MC-130E/H/P/W Combat Talon I/Combat Talon II/Combat Shadow/Combat Spear
- MD Helicopters MH-6 Little Bird

#### UAV multimisión

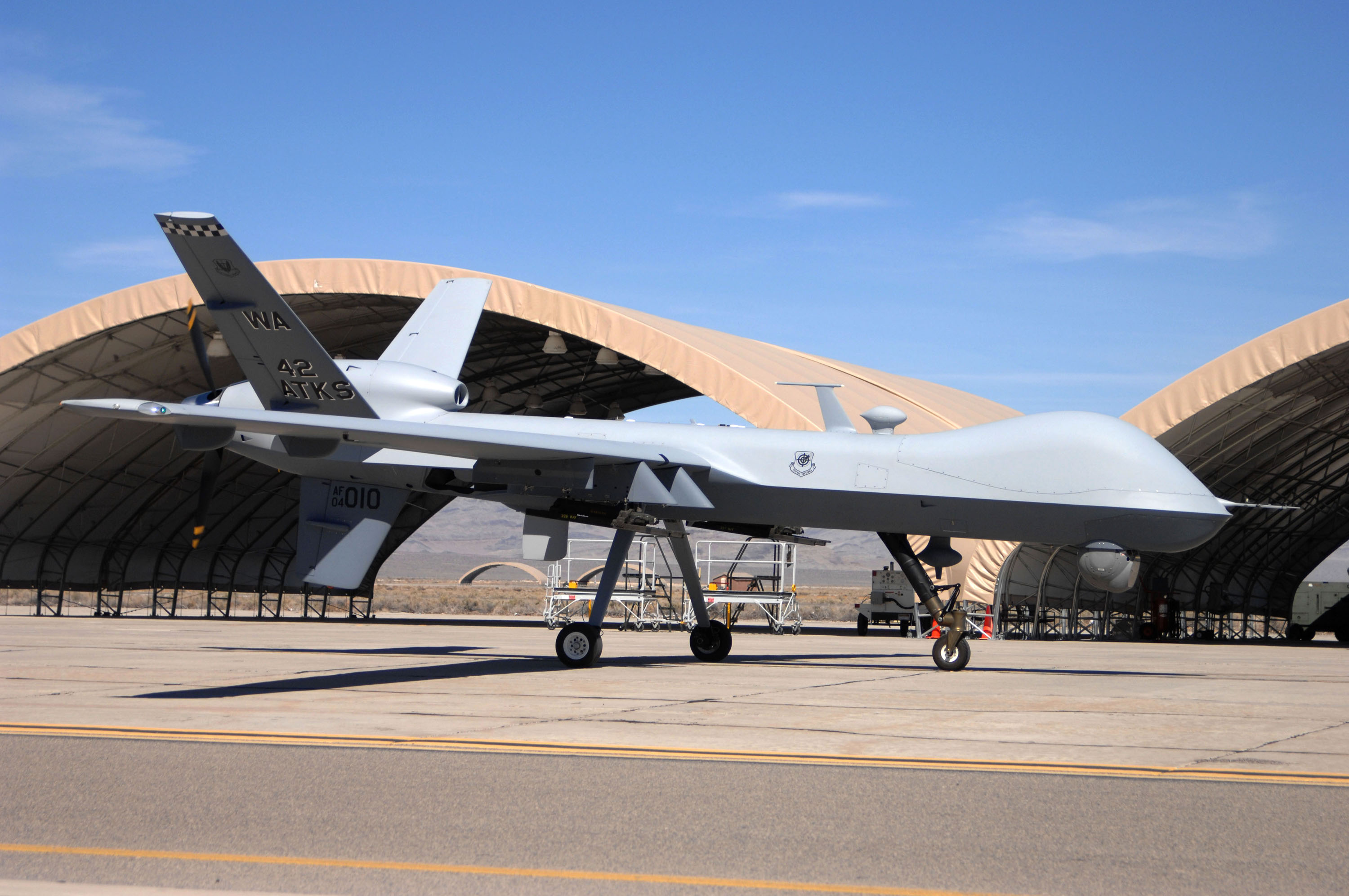
Vehículo aéreo no tripulado MQ-9.

Las primeras generaciones de los UAVs fueron primariamente naves de vigilancia, pero algunas fueron equipadas con armamento (como el MQ-1 Predator, usa misiles aire-tierra AGM-114 Hellfire) un UAV armado es conocido como vehículo aéreo de combate o UCAV (por sus siglas en inglés de Unmanned Combat Air Vehicle).
- MQ-1 Predator
- MQ-9 Reaper

### O - Observación
O de observation, «observación». Estos aviones han sido modificados para observar (por medios visuales u otros) y dar información táctica sobre la composición y disposición de fuerzas enemigas.
- OC-135B Open Skies
- Grumman OV-1 Mohawk

### R - Reconocimiento

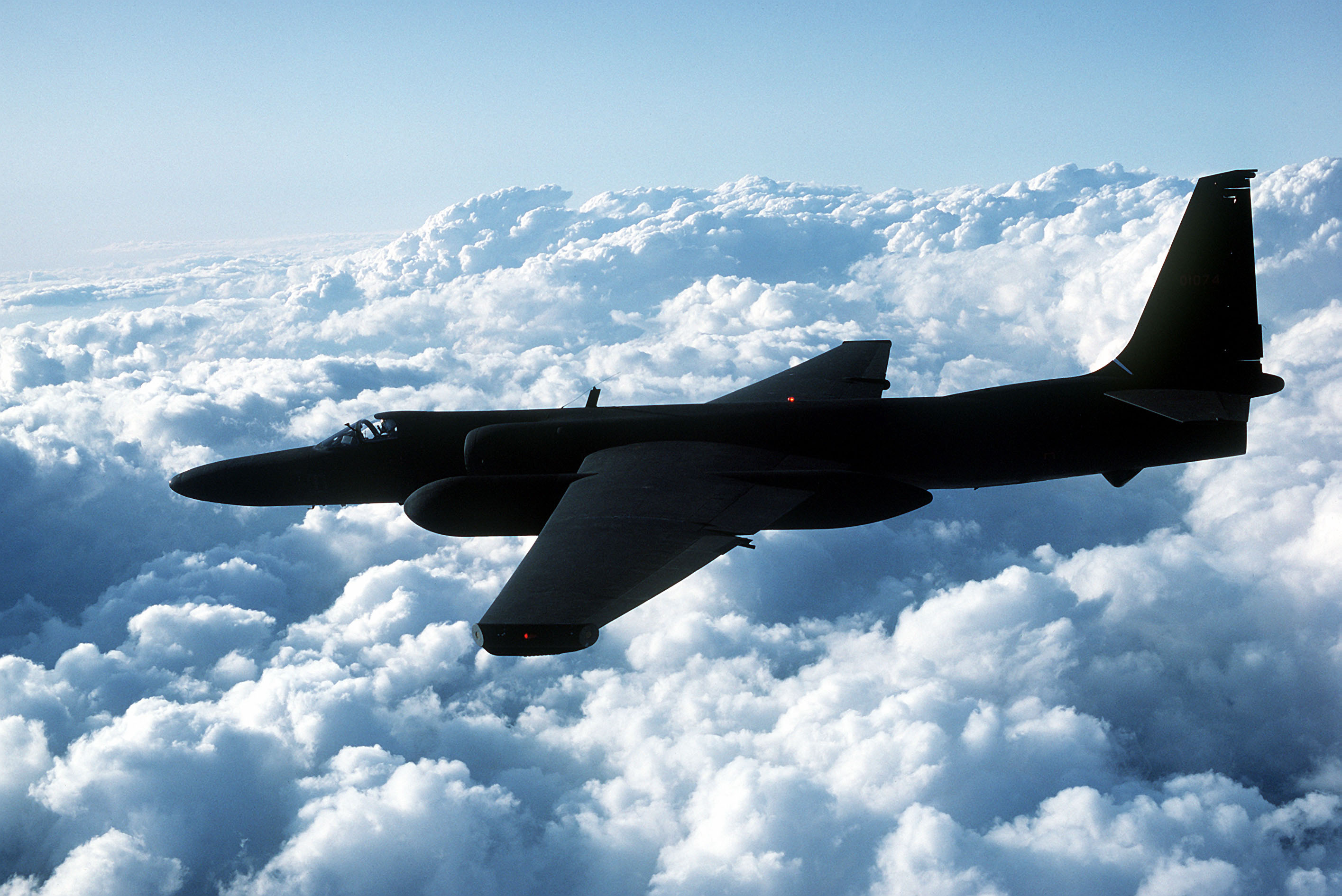
Avión espía Lockheed U-2.

R de reconnaissance, «reconocimiento». Las Aeronaves de reconocimiento a tierra o en el aire de la USAF son usadas para vigilar la actividad enemiga en tierra o en el aire, originalmente no portan armamento. Grandes cantidades de UAV's (Unmanned Remotely-Controlled Reconnaissance Aircrafts, por sus siglas en inglés) han sido desarrollados y desplegados recientemente. Los UAV han sido abaratados en costes de mantenimiento y operación, y han demostrado ser más capaces de volar por más tiempo y con poco esfuerzo humano en operación y mantenimiento; disminuyendo los accidentes aéreos, y elevando la capacidad operativa de la fuerza.
Nota: El U-2 está designado como una aeronave de tipo utilitario, y se usa como una plataforma de reconocimiento.
- C-26 Metroliner/RC-26B
- Boeing EC/RC-135S/U/V/W Combat Ball/Combat Sent/Combat Sent/Rivet Joint
- RQ-4A Global Hawk
- RQ-11 Raven
- U-2R/S "Dragon Lady"

### T - Entrenamiento
T de trainer, «entrenador». Las aeronaves de entrenamiento de la US Air Force suelen ser puestas al servicio de tripulaciones en etapas de instrucción para que se familiaricen con sus labores en el aire, así como en equipos acrobáticos reducidos.
- T-1A Jayhawk
- T-6A Texan II
- T-37C Tweet
- (A)T-38A/B/C Talon
- T-43A
- McDonnell Douglas T-45 Goshawk
- TG-10B/C/D
- TG-15A/TG-15B

### U - Utilitarios
U de utility «utilitario». Estas aeronaves son básicamente usadas en algunas ocasiones donde se precisa de necesidades de transporte específicas. Por ejemplo, un UH-50 Huey se podría usar para transportar personal alrededor de una unidad o base de grandes dimensiones; o a un sitio de lanzamiento de misiles y/o cohetes, así como para servicios de evacuación. Estas aeronaves suelen ser de todos los tipos en uso.
- U-28A
- UH-1N Iroquois
- Bell UH-1Y Venom
- Sikorsky UH-60 Black Hawk
- UV-18A/B Twin Otter

### V - Transporte vip

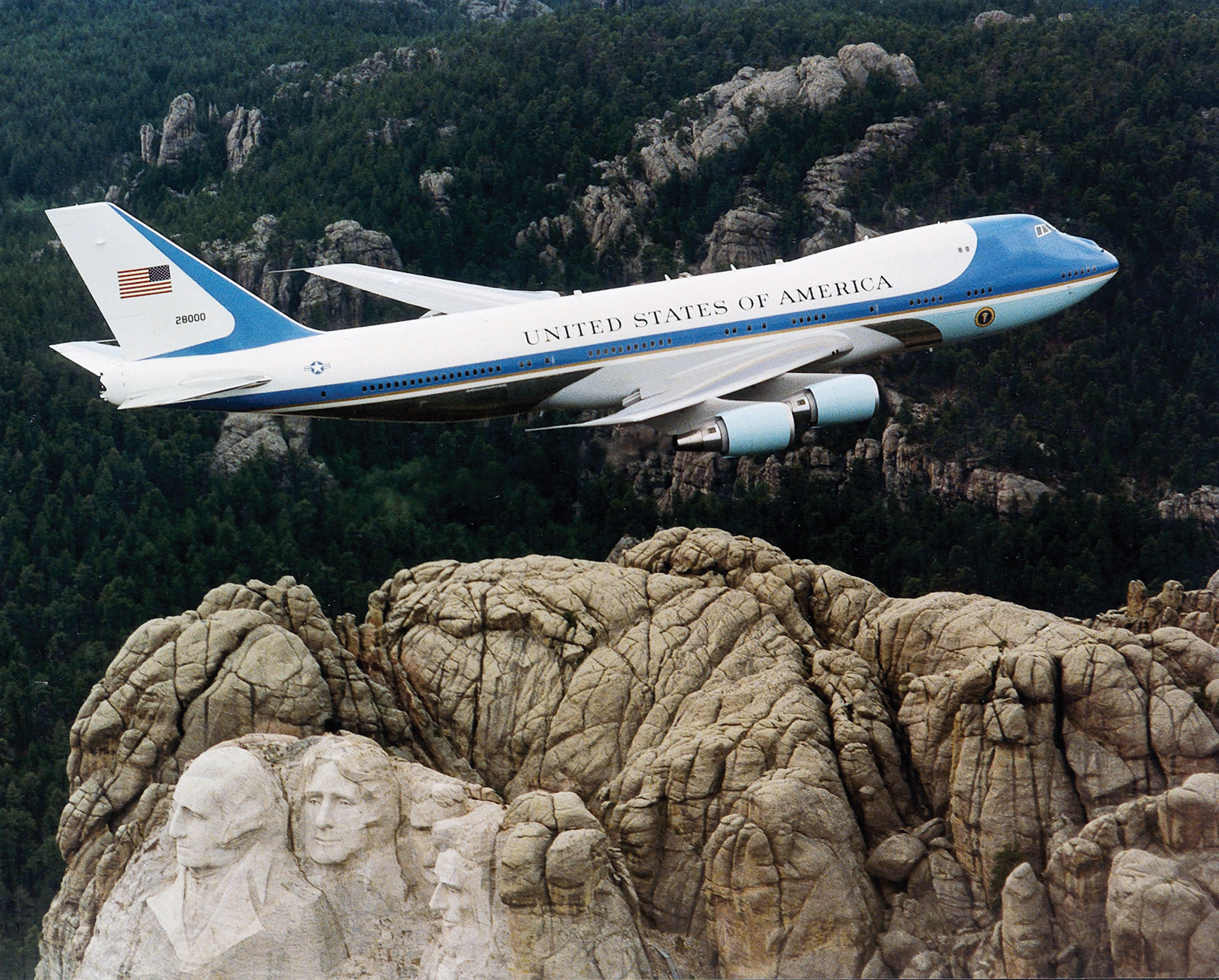
VC-25A (Air Force One).

Esta clase se usa para el transporte de las personalidades más sobresalientes del gabinete presidencial, como el presidente y el vicepresidente de la Unión (Very Important People, por su acrónimo en inglés); así como los secretarios, subsecretarios de los gabinetes ministeriales del gobierno federal de EE. UU., y oficiales gubernamentales (por ejemplo, senadores y sus representantes), los mandos del Staff Conjunto de Defensa, y de otras personalidades destacadas.
- VC-9C
- VC-25A (Air Force One)
- C-32A/B (Air Force Two)

### W - Reconocimiento meteorológico
W de Weather, «tiempo». Estas aeronaves son usadas para estudiar eventos meteorológicos como huracanes y tifones.
- WC-130J Super Hercules
- WC-135C/W Constant Phoenix

### Aeronaves extranjeras sin designación oficial usadas por Escuadrones de Operaciones Especiales
- An-26 Curl operado por el 6.º EOE en el aeródromo de Hurlburt (6.º Escuadrón de Operaciones Especiales)
- CN-235-100[15] operado por el 427.º Escuadrón de Operaciones de Combate Nocturnas.
- Mi-8 operado por el 6.º EOE (6.º Escuadrón de Operaciones Especiales).

## Escalafón de oficiales y personal alistado
| Rango de Comisión                                                           | O-1              | O-2              | O-3     | O-4   | O-5              | O-6     | O-7             | O-8           | O-9              | O-10    | Especial1                  |
| --------------------------------------------------------------------------- | ---------------- | ---------------- | ------- | ----- | ---------------- | ------- | --------------- | ------------- | ---------------- | ------- | -------------------------- |
| Insignia                                                                    |                  |                  |         |       |                  |         |                 |               |                  |         |                            |
| Título                                                                      | Teniente Segundo | Teniente Primero | Capitán | Mayor | Teniente Coronel | Coronel | Brigada General | Mayor General | Teniente General | General | General de la Fuerza Aérea |
| Abbreviation2                                                               | 2d Lt            | 1st Lt           | Capt    | Maj   | Lt Col           | Col     | Brig Gen        | Maj Gen       | Lt Gen           | Gen     | GAF                        |
|                                                                             |                  |                  |         |       |                  |         |                 |               |                  |         |                            |
| NATO Code                                                                   | OF-1             | OF-1             | OF-2    | OF-3  | OF-4             | OF-5    | OF-6            | OF-7          | OF-8             | OF-9    | OF-10                      |
| 1 Empleado en tiempo de guerra. 2 No hay periodo en cual se da abreviación. |                  |                  |         |       |                  |         |                 |               |                  |         |                            |

| Rango de Soldados de la Fuerza Aérea                                               | E-1            | E-2     | E-3                | E-4           | E-5                  | E-6              | E-7             | E-7             | E-8                    | E-8                    | E-9                     | E-9                     | E-9                            | E-9                                       | E-9                                      |
| ---------------------------------------------------------------------------------- | -------------- | ------- | ------------------ | ------------- | -------------------- | ---------------- | --------------- | --------------- | ---------------------- | ---------------------- | ----------------------- | ----------------------- | ------------------------------ | ----------------------------------------- | ---------------------------------------- |
| Insignia                                                                           | No Insignia    |         |                    |               |                      |                  |                 |                 |                        |                        |                         |                         |                                |                                           |                                          |
| Título                                                                             | Aviador Básico | Aviador | Aviador de Primera | Aviador Mayor | Sargento de personal | Sargento técnico | Sargento mayor¹ | Sargento mayor¹ | Sargento mayor sénior¹ | Sargento mayor sénior¹ | Sargento mayor en jefe¹ | Sargento mayor en jefe¹ | Sargento mayor Jefe de Comando | Sargento mayor en jefe de la Fuerza Aérea | Asesor principal alistado del presidente |
| Abbreviation                                                                       | AB             | Amn     | A1C                | SrA           | SSgt                 | TSgt             | MSgt            | MSgt            | SMSgt                  | SMSgt                  | CMSgt                   | CMSgt                   | CCM                            | CMSAF                                     | SEAC                                     |
| NATO Code                                                                          | OR-1           | OR-2    | OR-3               | OR-4          | OR-5                 | OR-6             | OR-7            | OR-7            | OR-8                   | OR-8                   | OR-9                    | OR-9                    | OR-9                           | OR-9                                      | OR-9                                     |
| ¹ La Fuerza Aérea no incluye rango de Sargento primero; se señala con un diamante. |                |         |                    |               |                      |                  |                 |                 |                        |                        |                         |                         |                                |                                           |                                          |